# Fissuroderes thermoi
Fissuroderes thermoi is in de taxonomische indeling een soort van de stekelwormen.
De diersoort behoort tot het geslacht Fissuroderes en behoort tot de familie Echinoderidae. De wetenschappelijke naam van de soort werd voor het eerst geldig gepubliceerd in 2006 door Neuhaus & Blasche.